# Gołąbkowce
Gołąbkowce (Russulales Kreisel ex P.M. Kirk, P.F. Cannon & J.C. David) – rząd grzybów należący do klasy pieczarniaków (Agaricomycetes).

## Charakterystyka
Rząd Russulales zawiera gatunki grzybów wytwarzających owocniki mięsiste, u części w miąższu występuje sok. Zarodniki gołąbkowców są brodawkowane, a ich wysyp barwy białej, kremowej lub żółtej.

## Systematyka
Rodzaje
Według aktualizowanej klasyfikacji Index Fungorum bazującej na Dictionary of the Fungi do rzędu Russulales należą następujące rodziny:
- Albatrellaceae Nuss 1980 – naziemkowate
- Auriscalpiaceae Maas Geest. 1963 – szyszkogłówkowate
- Bondarzewiaceae Kotl. & Pouzar 1957 – jodłownicowate
- Echinodontiaceae Donk 1961
- Hericiaceae Donk 1964 – soplówkowate
- Hybogasteraceae Jülich 1982
- Lachnocladiaceae D.A. Reid 1965 – wełnogałązkowcowate
- Peniophoraceae Lotsy 1907 – powłocznicowate
- Russulaceae Lotsy 1907 – gołąbkowate
- Stereaceae Pilát 1930 – skórnikowate
- Terrestriporiaceae Y.C. Dai, B.K. Cui, F. Wu, Y. Yuan & Jia J. Chen 2020
- Xenasmataceae Oberw. 1966 – woskóweczkowate
- incertae sedis z rodzajami:
  - Aleurocystidiellum P.A. Lemke 1964
  - Dentipellopsis Y.C. Dai & L.W. Zhou 2013
  - Dichantharellus Corner 1966
  - Dichopleuropus D.A. Reid 1965
  - Gloeoasterostroma Rick 1938
  - Gloeodontia Boidin 1966
  - Gloeohypochnicium (Parmasto) Hjortstam 1987
  - Haloaleurodiscus N. Maek., Suhara & K. Kinjo 2005
  - Laeticutis Audet 2010
  - Neoalbatrellus Audet 2010
  - Perplexostereum Ryvarden & S. Tutka 2014
  - Polypus Audet 2010
  - Scopulodontia Hjortstam 1998
  - Scytinostromella Parmasto 1968
  - Xeroceps Audet 2010

Polskie nazwy na podstawie pracy Władysława Wojewody z 2003 r.